# USS Sumner (AGS-5)
USS Bushnell (AS-2) byla mateřská loď ponorek námořnictva Spojených států amerických. Ve službě byla v letech 1915–1946. Postavena byla jako USS Bushnell. Účastnila se první světové války. Rok 1918 strávila jako mateřská loď ponorek v Queenstownu v Irsku. Roku 1920 ji ještě bylo přiděleno označení (AS-2). Roku 1940 bylo plavidlo reklasifikováno na pomocnou loď s označením (AG-32). Dne 23. srpna 1940 byla loď přejmenována na USS Sumner (AG-32). Dne 1. prosince 1943 byla reklasifikována na výzkumnou loď USS Sumner (AGS-5). V roce 1943 se zapojila do operací spojených s bitvou o Tarawu a roku 1945 též do bitvy o Iwodžimu. Dne 13. září 1946 byla vyřazena a uložena v rezervě. Dne 26. února 1948 byla prodána do šrotu. Za svou službu za druhé světové války plavidlo získalo tři ocenění Battle star.

## Stavba

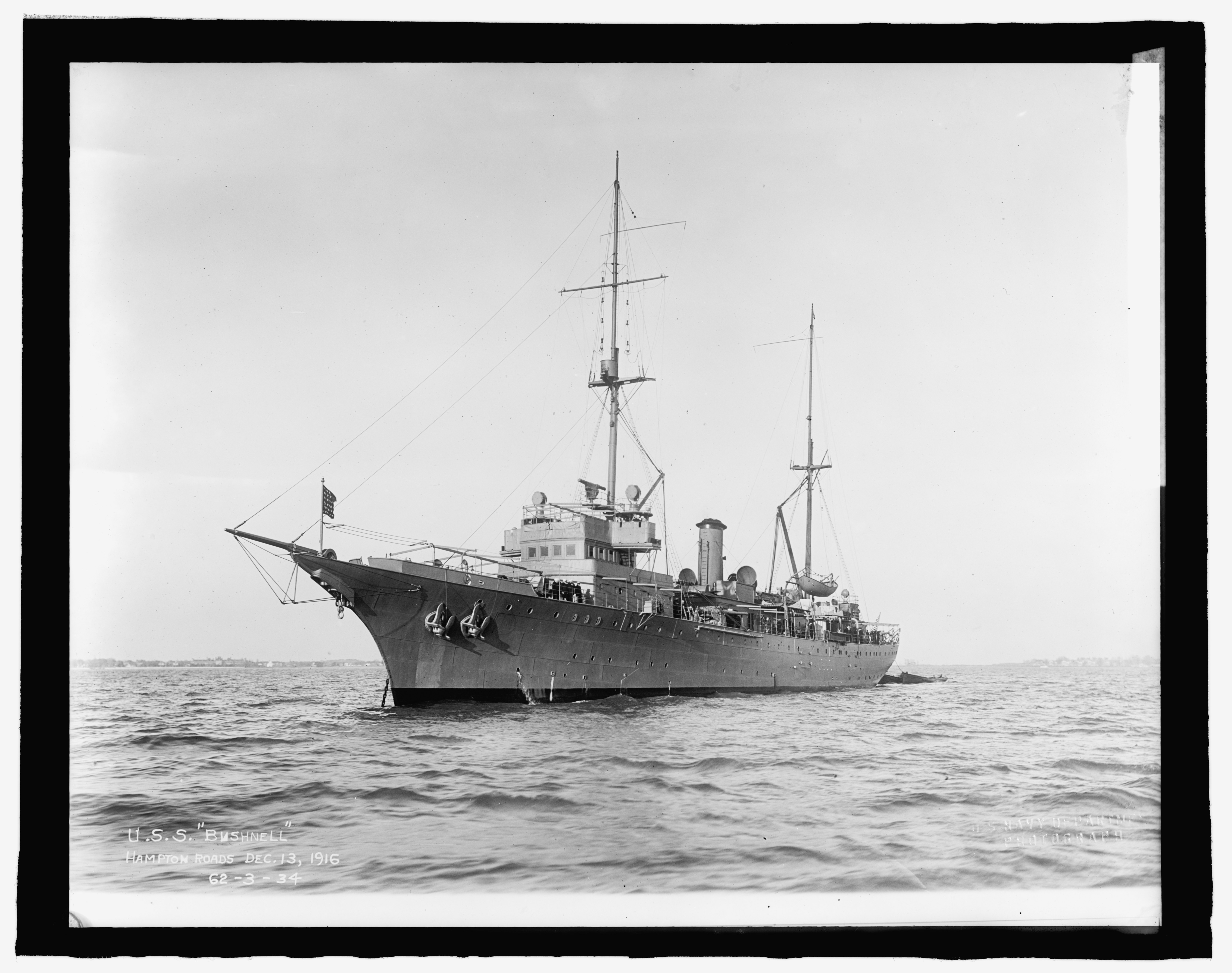
USS Sumner (AGS-5) v Hampton Roads v roce 1916

Mateřskou loď ponorek USS Bushnell postavila americká loděnice Seattle Construction and Drydock Company v Seattlu. Na vodu bylo spuštěno 9. února 1915 a do služby bylo přijato 24. listopadu 1915.

## Konstrukce

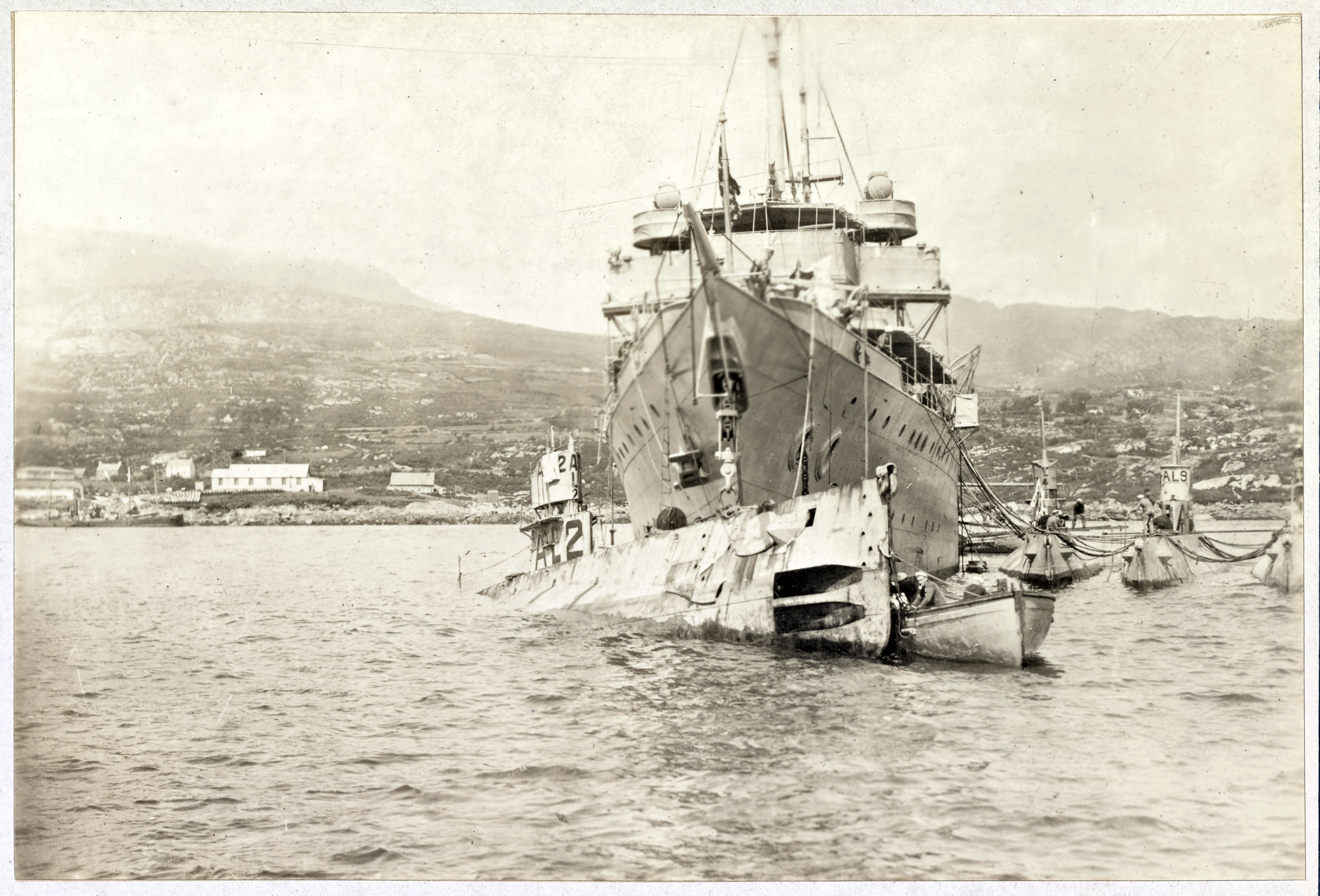
Plavidla Dohody v irském zálivu Bantry Bay v roce 1918. V popředí kotví americký tendr ponorek USS Sumner (AGS-5) s ponorkou USS L-2. Její trupové jméno je upraveno na AL-2, aby nedošlo k záměně s ponorkami britské třídy L.

Výzbroj tvořil jeden 127mm kanón a čtyři 76mm kanóny. Pohonný systém tvořily dva kotle Yarrow a jedna turbína o výkonu 2500 hp, pohánějící jeden lodní šroub.